# Andrew Harclay
Andrew Harclay I conte di Carlisle (Westmorland, 1270 c.a. – Carlisle, 3 marzo 1323) è stato un nobile e militare britannico.
Proveniente da una famiglia del Westmorland, fu nominato Sceriffo del Cumberland nel 1311 da Edoardo II d'Inghilterra. Combatté contro gli scozzesi e fu imprigionato attorno al 1315 per essere rilasciato poco dopo dietro il pagamento di un riscatto. La propria insofferenza per l'inattività di Edoardo II d'Inghilterra lo portò alla morte.

## Biografia

### Le origini
Andrew Harclay nacque nel Westmorland attorno al 1270, il cognome della famiglia derivava dal villaggio di Hartley (esistente ancora oggi) posto in quella zona.
Dei primi anni della vita di Andrew si conosce poco, è tuttavia probabile che fosse il figlio di Michael Harclay e di Joan Fitzjohn e che fosse il più vecchio fra i loro figli. Uno dei suoi fratelli, Harry Harclay (1270 circa-1317) rivestì cariche di una certa importanza presso l'Università di Oxford, mentre il padre fu al servizio dei Baroni di Clifford e servì come Sceriffo del Cumberland dal 1285 al 1296.
La prima apparizione di Andrew in un documento ufficiale è del 1292 e lo si trova citato in un documento della corte ambulante del Westmorland e all'epoca doveva avere circa ventun'anni.

### Una strada in saliscendi
La carriera militare di Andrew dovette cominciare attorno al 1304 quando si trovò a combattere nella Prima guerra d'indipendenza scozzese e nel 1309 ricevette dal re l'ordine di assistere Robert de Clifford, I barone Clifford (1274 circa-1314), nella difesa dei confini che separavano l'Inghilterra dalla Scozia.
Due anni dopo lo si trova nominato sceriffo del Cumberland e l'anno dopo venne eletto fra i Knights of the Shire, carica che veniva data a due uomini così che rappresentassero ogni contea presso il Parlamento. Il 1313 lo vide combattere aspramente contro gli scozzesi e nel 1315 si trovò contro Roberto I di Scozia nell'assedio del Carlisle Castle, occasione in cui batté il sovrano scozzese e che gli fruttò una ricompensa in denaro da parte di Edoardo II.
Più avanti in quell'anno o in quello seguente Andrew venne preso prigioniero dagli scozzesi e liberato solo dietro il pagamento di un ingente riscatto. La sua rapida ascesa aveva provocato risentimento in alcuni dei nobili della zona che avevano provato a convincere il re a non pagare e cercando di screditarlo ai suoi occhi. In ogni caso Edoardo II pagò, anche se sembra che per il periodo immediatamente successivo Andrew avesse perso effettivamente il favore reale.
Solo nel 1319 venne di nuovo nominato Sceriffo e Custode dei castelli di Carlisle e di Cockermouth e di Guardiano delle Marche dell'Ovest, due anni dopo venne infine convocato in Parlamento.

### La gloria
La vera salita alla ribalta Andrew la ebbe nella Battaglia di Boroughbridge combattutasi il 16 marzo 1322. All'epoca la scena politica inglese era occupata dalla guerra intestina che era sorta fra i Baroni ed il re accusato dai primi di aver accordato eccessivi onori e privilegi ad Ugo Despenser il giovane, favorito del sovrano, ed al padre di questi Ugo Despenser il Vecchio. Non era quello l'unico argomento di discussione, i Baroni trovavano che il sovrano mancasse di iniziativa nella guerra contro gli scozzesi e che questa mancanza di attività li avrebbe portati a perdere il conflitto.
Uno dei capi della rivolta era Tommaso Plantageneto che tentò inutilmente di sollevare una rivolta vera e propria contro il re, visto questo fallimento si mosse verso nord ed il re ordinò ad Andrew, quale sceriffo, di arruolare gli uomini del Westmorland e del Cumberland e di andare verso sud dove si sarebbero incontrati con il resto delle forze realiste.
Mentre Andrew si trovava a Ripon, nello Yorkshire, gli giunse notizia che gli uomini del Plantageneto si sarebbero trovati a Boroughbridge, un villaggio poco lontano, il giorno seguente. Andrew decise quindi di agire ed occupò il ponte sull'Ure (fiume) con il proposito di ostacolare il passaggio dei rivoltosi.
Gli uomini di Tommaso arrivarono al ponte il 16 marzo, il suo esercito era composto da circa 700 unità fra cavalieri, fanteria (composta da nobili e cavalieri equipaggiati di tutto punto) e servitori, mentre quelli di Andrew erano circa 4.000. Il vantaggio numerico non era il solo in possesso di Andrew, quest'ultimo, ed i suoi soldati, avevano combattuto contro gli scozzesi accumulando una buona esperienza.
I realisti si schierarono difendendosi con lo Schiltron, una formazione che prevedeva il posizionamento degli uomini fianco a fianco e scudo a scudo e con le lance spianate, ed in questo modo ebbero ragione della cavalleria pesante del Plantageneto. Le cronache riportano che Tommaso cercò di persuadere Andrew ad unirsi a lui, del resto i due si conoscevano e nel 1318 Andrew aveva firmato un documento, insieme ad altri, perché il re concedesse al Plantageneto perdono reale, tuttavia in quell'occasione non vi fu un accordo.
Lo scontro in sé fu breve. Tommaso ordinò ai suoi uomini di caricare usando un guado nel fiume, mentre Humphrey de Bohun, IV conte di Hereford, uno dei pochi nobili rimastigli fedeli, avrebbe dovuto attraversare il ponte. Hereford venne ucciso nello scontro e il suo secondo, Roger de Clifford, II barone di Clifford (1300-23 marzo 1322) fu gravemente ferito.
Tommaso dal canto suo era finito sotto un pesante attacco da parte degli arcieri ed aveva dovuto richiamare i soldati. La notte nelle forze dei rivoltosi vi furono parecchie defezioni, mentre i realisti si rimpolparono di nuovi uomini, alla mattina i primi si arresero ed il 22 marzo il Plantageneto venne giustiziato. Il re ricompensò Andrew con il titolo di Conte di Carlisle che gli venne dato il 25 marzo e con un'ingente rendita annuale.

### L'iniziativa che gli costò la vita
Sul fronte scozzese intanto le cose continuavano a muoversi, il 14 ottobre 1322 l'esercito di Roberto I di Scozia si scontrò con quello inglese ed il loro capitano, Giovanni di Bretagna venne preso prigioniero nella battaglia di Old Byland. Era una sconfitta pesante, forse la peggiore occorsa agli inglesi fin dai tempi della Battaglia di Bannockburn occorsa otto anni addietro.
Andrew aveva ricevuto l'ordine dal re di precipitarsi al fronte insieme ai propri uomini, ma non aveva fatto in tempo e l'esito dello scontro finì per convincerlo che Edoardo II d'Inghilterra non era il sovrano giusto per condurre la guerra contro gli scozzesi. Agendo di propria iniziativa avviò delle trattative con Roberto I di Scozia ed il 3 gennaio 1323 siglarono un trattato di pace a Lochmaben.
Il trattato riconosceva la Scozia come regno indipendente, Roberto I avrebbe dovuto versare ad Edoardo II la somma di 40.000 marchi e poi avrebbe scelto come moglie una donna appartenente alla linea di discendenza di Roberto I. Fra le righe si poteva leggere che si sarebbe fatto uso della forza, se occorreva, per far sì che il sovrano inglese rispettasse i termini dell'accordo. Sembra improbabile pensare che Andrew si aspettasse clemenza per l'azione compiuta e pare più verosimile che intendesse legarsi a Roberto I, tanto che alcuni pettegolezzi lo volevano in procinto di sposarne una delle figlie.
Quel che è più certo è che le sue azioni dovettero derivare da una genuina preoccupazione per come stavano andando le cose al nord, sui confini, e che intendesse cercare di sistemare le cose così come riteneva meglio.
Com'era prevedibile quando Edoardo II d'Inghilterra seppe dell'accaduto ordinò immediatamente l'arresto di Andrew, questi provò a radunare degli uomini attorno a sé e il re per tutta risposta cominciò a fortificare i castelli del nord. Questa situazione di stallo durò sino al 25 febbraio quando Anthony de Lucy (1283-10 giugno 1343) arrestò Andrew presso il Castello di Carlisle.
Il 3 marzo venne chiamato in giudizio presso la corte reale che si era installata a Carlisle, ma gli venne negata un'udienza vera e propria, gli tolsero la spada con cui era stato creato conte ed i segni del suo cavalierato. Fu accusato di tradimento e giudicato colpevole, nonostante le egli asserisse di aver agito secondo quello che riteneva essere il bene del paese, e venne condannato ad essere impiccato, sventrato e squartato. Dopo l'esecuzione il suo corpo venne smembrato in quattro parti e mandato in altrettante località della nazione.
La sua famiglia chiese di poter avere i resti in modo da dargli una sepoltura cristiana e questo gli venne accordato solo nel 1328. I confini scozzesi privi della protezione data da Andrew non resistettero a lungo e poco dopo la sua morte Edoardo negoziò una tregua di 23 anni con Roberto I di Scozia.